# ぐぐっと、ぐっさん
『ぐぐっと、ぐっさん』とは、2013年10月から2014年9月27日まで四国放送および瀬戸内海放送の共同制作で放送された紀行番組。全48回。ノヴィルの一社提供。

## 概要
「ぐっさん」こと山口智充が徳島・香川の各所を一人旅する模様をドキュメンタリー形式で送る紀行番組。山口と多賀公人（当時・瀬戸内海放送アナウンサー）が好きなバイクの話で意気投合したことがきっかけで生まれた。

## 出演者
- 山口智充

## スタッフ
- 制作協力 - WIZard
- 制作 - 瀬戸内海放送、四国放送

## 放送局
| 対象対象地域   | 放送局       | 系列           | 放送期間                                     | 放送時間                                  |
| -------------- | ------------ | -------------- | -------------------------------------------- | ----------------------------------------- |
| 徳島県         | 四国放送     | 日本テレビ系列 | 2013年10月10日 - 2014年9月18日 2014年9月27日 | 木曜日 20:54 - 21:00 土曜日 20:54 - 21:00 |
| 香川県・岡山県 | 瀬戸内海放送 | テレビ朝日系列 | 2013年10月5日 - 2014年9月27日                | 日曜日（土曜日深夜） 0:09 - 0:15          |